# Franklin Schultheiß

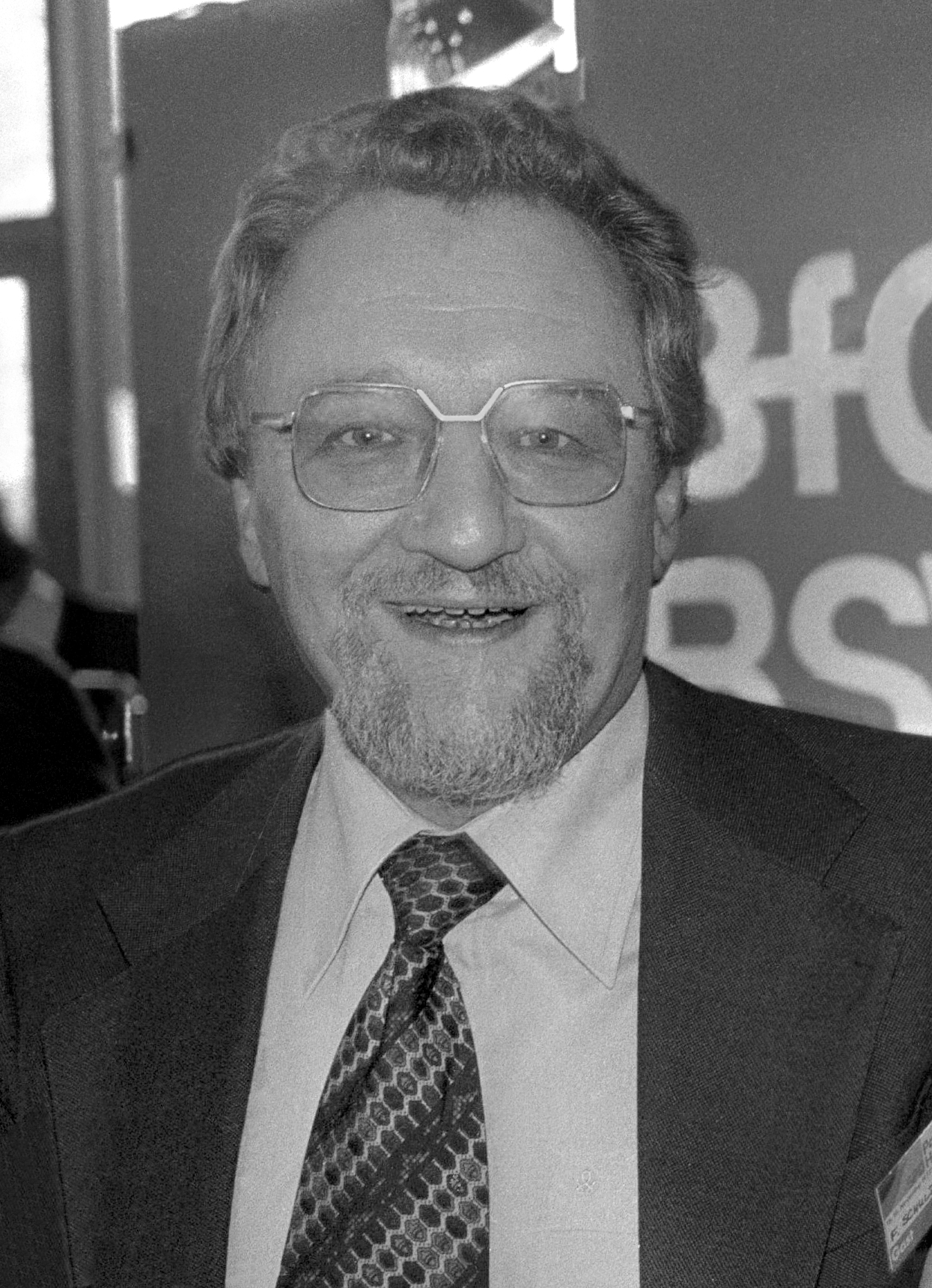
Franklin Schultheiß auf dem SPD-Bundesparteitag 1983 in Dortmund

Franklin Schultheiß (* 18. Dezember 1928 in Oberlind, Thüringen; † 3. Mai 2006) war ein deutscher Sozialwirt. Er war von 1974 bis 1992 Geschäftsführender Direktor der Bundeszentrale für politische Bildung (bpb).

## Leben
Schultheiß wurde 1944 als Luftwaffenhelfer eingezogen. 1946 trat er in die Sozialdemokratische Partei Deutschlands ein. Nach dem Abitur (1947) studierte er an der Friedrich-Schiller-Universität Jena Philosophie und Volkswirtschaftslehre. 1949 wurde er wegen Verbindung zum Ostbüro der SPD in Hannover durch ein sowjetisches Militärtribunal zu einer Zuchthausstrafe verurteilt, die er in der Justizvollzugsanstalt Bautzen, in der Justizvollzugsanstalt Waldheim und in Torgau verbüßte. Mit der Entlassung 1956 flüchtete er nach Westdeutschland.
Dort setzte er sein Studium an der Johann Wolfgang Goethe-Universität Frankfurt am Main fort. 1960 erwarb er den Abschluss eines Diplom-Sozialwirts an der Hochschule für Sozialwissenschaften in Wilhelmshaven. Danach wurde er Referent für politische Bildung beim Parteivorstand der SPD in Bonn. 1967 übernahm er die Leitung des Generalplanungsreferats der Bundeszentrale für politische Bildung. Nachdem er kurzzeitig Direktor der bpb war, wurde er 1974 geschäftsführender Direktor. 
Außerdem war er Mitglied im Beirat Innere Führung und in der Stiftung für ehemalige politische Häftlinge sowie im Arbeitskreis Militär und Sozialwissenschaften.
Sein Nachlass befindet sich im Archiv der sozialen Demokratie.

## Schriften
- mit Bruno Friedrich: Programme der deutschen Sozialdemokratie (1863–1963). Dietz, Bonn 1963.